# Операция „Шменти капели“
Операция „Шменти капели“ е български игрален филм от 2011 година на режисьора Иван Митов, по сценарий на Владислав Карамфилов. Оператор е Кирил Вълчанов.

## История
От 2006 г. Владислав Карамфилов прави филм по неговата пиеса „BG-WC – Моят дом е моята крепост“, който по думите му е обобщение на последните 10 или 20 години от живота в България. Работното заглавие е „12.10“, но впоследствие филмът е кръстен „Шменти капели“. Новото име идва от репликата на министър-председателя Бойко Борисов „Преди нас са крали, а сега се правят на шменти капели“.
Премиерата на „Операция Шменти Капели“ се състои на 4 октомври 2011 година в Арена Армеец София и е посетена от над 5000 души. Филмът тръгва премиерно по българските кина от 7 октомври.

## Актьорски състав
Роли във филма изпълняват актьорите:
- Владислав Карамфилов - Въргала – Цеко Цеков и Карадуру Халил Стефан Чожум Иванов
- Хари Аничкин – генерал Господинов
- Христо Шопов – Любев
- Малин Кръстев – Надеждев
- Захари Бахаров – Татко
- Китодар Тодоров – Верев
- Владимир Владимиров - Влад – Лицето Х
- Пламен Пеев – Тоцев
- Георги Спасов – съдия-изпълнител
- Георги Пенков-Джони – психиатър
- Георги Стоев-Джеки – психиатър
- Кирил Ефремов – Ботора
- Стефан Щерев – Гипса
- Огнян Панов – сътрудник
- Велислав Павлов – сътрудник
- Павел Митков – полицай Митков
- Август Попов – Евлоги
- Константин – Шопа
- Росица Литова – Калинка
- Станислав Пищалов
- Георги Златков -- Полицай Златков

## Награди
- Наградата на публиката на фестивала „Златна роза“ (Варна, 2011).[6]
- Първа награда в категорията „игрални филми“ на 14 Международен фестивал на детективския филм DetectiveFEST, (Москва, Русия, 2012).
- Награда в категория „Сценарий“ в лицето на Владислав Димитров Карамфилов-Въргала на 14 Международен телекинофорум „Заедно“, (Ялта, Русия, 2013).